# Lorryia paravarsoviensis
Lorryia paravarsoviensis är en spindeldjursart som först beskrevs av Momen och Lundqvist 1996.  Lorryia paravarsoviensis ingår i släktet Lorryia, och familjen Tydeidae. Arten är reproducerande i Sverige.